# 天龍峡大橋
天龍峡大橋（てんりゅうきょうおおはし）とは、長野県飯田市にある三遠南信自動車道の橋。天龍峡インターチェンジと千代インターチェンジの間にあり、天竜川とJR東海飯田線を跨いでいる。橋桁の下部には天竜川の水面から80 mの高さの「そらさんぽ天龍峡」という遊歩道が整備されている。

## 構造
- 橋長 - 280 m

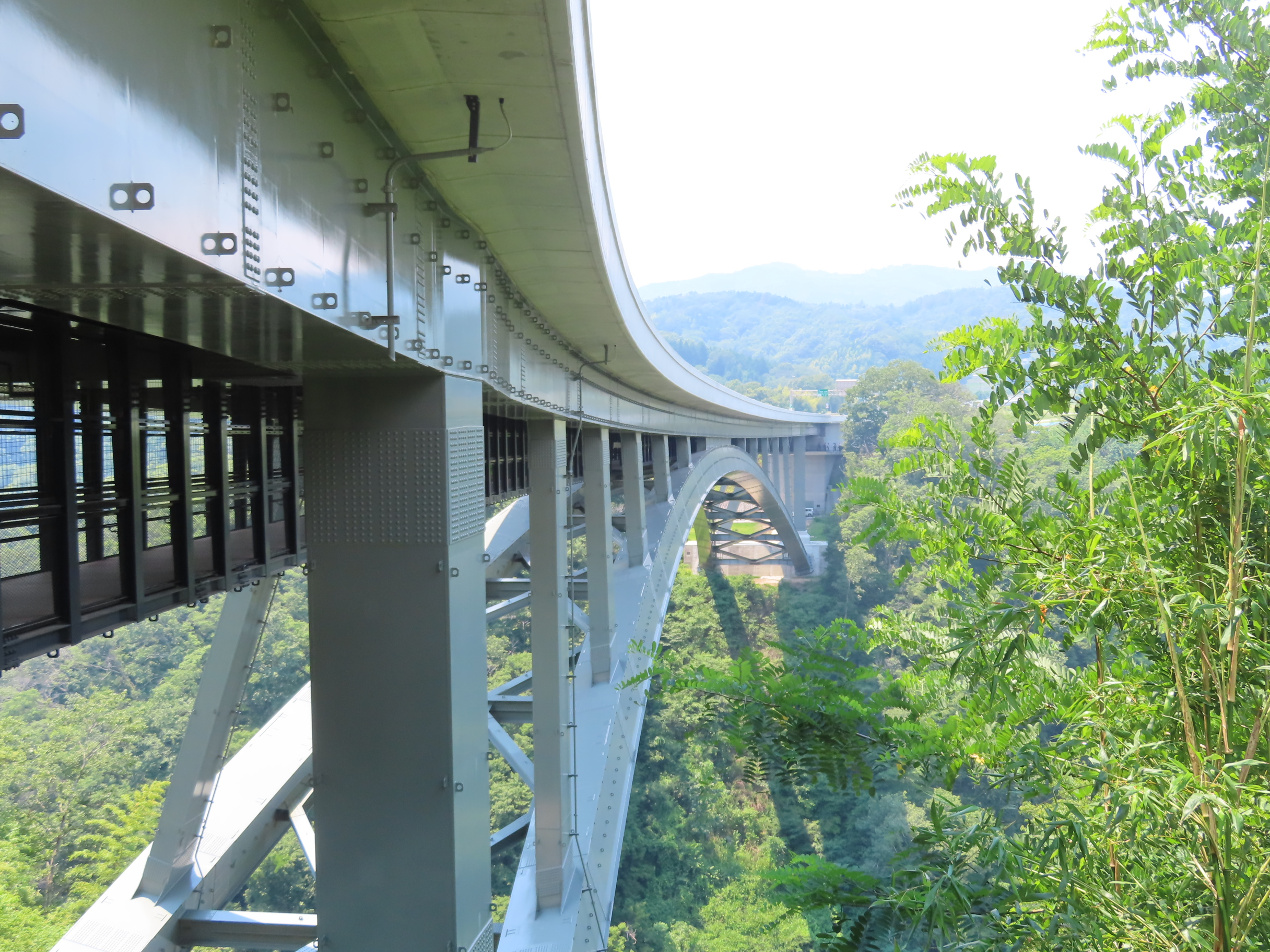
車道の下には遊歩道「そらさんぽ天龍峡」が設けられている。

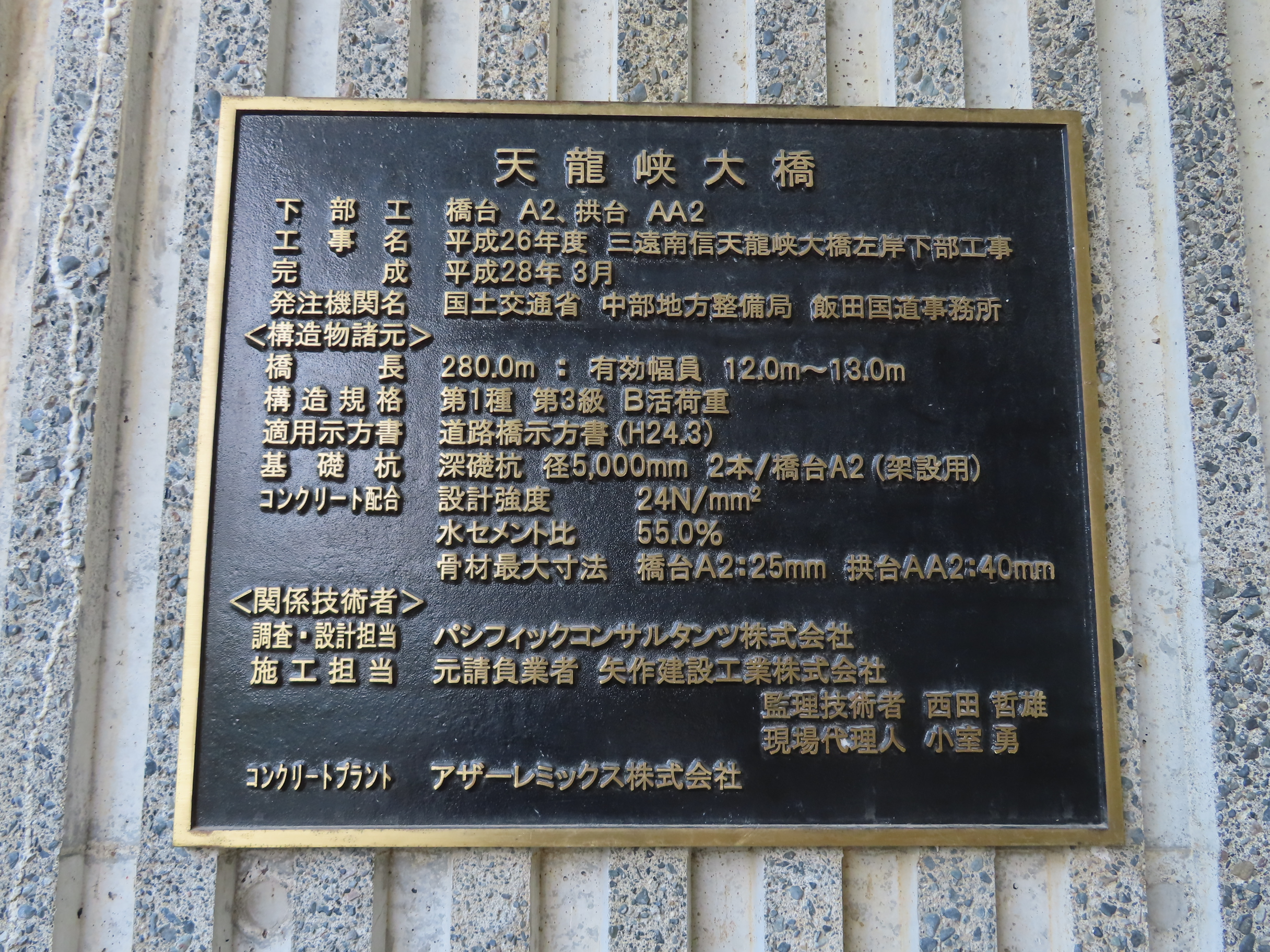
橋歴板

- 形式 - 鋼上路式アーチ橋（バスケットハンドル型固定アーチ）
- 床版形式 - プレキャストPC 床版
- 幅員 - 車道:有効幅員12～13m（2車線）  歩道:有効幅員2m（桁下歩道）

- 活荷重 -

## 歴史
- 2019年（令和元年）11月17日 / 三遠南信自動車道・天龍峡IC - 龍江IC間の開通で、併用開始となった[2]。完成2車線の橋である。

## 周辺
- 天竜峡温泉
- 天龍峡パーキングエリア
- JR東海飯田線天竜峡駅・千代駅

## 外部サイト
- 公式ウェブサイト